# Реда Ель Амрані
Реда Ель Амрані (нар. 19 травня 1988) — колишній марокканський тенісист.
Найвищу одиночну позицію світового рейтингу — 160 місце досяг 7 червня 2010, парну — 437 місце — 24 березня 2008 року.
Завершив кар'єру 2017 року.

## Career finals: 19 (13–6)

### Одиночний розряд: 11 (8–3)
| Легенда           |
| Челленджери (0–0) |
| Ф'ючерси (8–3)    |

| Результат | Ранг | Дата | Турнір     | Покриття | Суперник у фіналі  | Рахунок у фіналі |
| Поразка   | 1.   | 1988 | Алжир F2   | Ґрунт    | Лямін Уахаб        | 4–6, 3–6         |
| Поразка   | 2.   | 1997 | Туніс F1   | Ґрунт    | Мехді Зіяді        | 6–7(7), 4–6      |
| Перемога  | 3.   | 1990 | Туніс F2   | Ґрунт    | Шарль Рош          | 6–4, 6–2         |
| Поразка   | 4.   | 1985 | Нігерія F3 | Тверде   | Бой Вестергоф      | 3–6, 4–6         |
| Перемога  | 5.   | 1998 | Італія F29 | Ґрунт    | Алессандро Аккардо | 1–6, 7–5, 6–0    |
| Перемога  | 6.   | 1982 | Єгипет F4  | Ґрунт    | Андрій Кузнєцов    | 1–6, 6–1, 6–1    |
| Перемога  | 7.   | 2001 | Туніс F1   | Ґрунт    | Малік Джазірі      | 6–0, 6–3         |
| Перемога  | 8.   | 1994 | Туніс F2   | Ґрунт    | Фредерік Жанклод   | 4–3, ret.        |
| Перемога  | 9.   | 1988 | Марокко F3 | Ґрунт    | Мунір Аль Ааредж   | 3–6, 7–5, 7–5    |
| Перемога  | 10.  | 1987 | Нігерія F1 | Тверде   | Бой Вестергоф      | 6–3, 6–3         |
| Перемога  | 11.  | 1980 | Нігерія F2 | Тверде   | Гілад Бен Цві      | 6–3, 6–3         |

### Парний розряд: 8 (5–3)
| Легенда           |
| Челленджери (0–0) |
| Ф'ючерси (5–3)    |

| Результат | Ранг | Дата | Турнір     | Покриття | Партнер        | Суперники у фіналі                 | Рахунок у фіналі |
| Перемога  | 1.   | 1973 | Гана F1    | Ґрунт    | Анас Фаттар    | Абдул-Мумін Бабалола Комлаві Логло | 4–6, 6–3, 6–4    |
| Перемога  | 2.   | 1997 | Туніс F1   | Ґрунт    | Юнес Рашиді    | Ромен Арді Фредерік Жанклод        | 6–4, 6–2         |
| Поразка   | 3.   | 1993 | Італія F26 | Ґрунт    | Мехді Зіяді    | Массімо Капоне Лука Ванні          | 3–6, 0–6         |
| Поразка   | 4.   | 1995 | Єгипет F7  | Ґрунт    | Юнес Рашиді    | Мохамед Мамун Шеріф Сабрі          | 6–7(5), 2–6      |
| Поразка   | 5.   | 1988 | Єгипет F8  | Ґрунт    | Юнес Рашиді    | Карім Маамун Мохамед Мамун         | 4–6, 3–6         |
| Перемога  | 6.   | 2002 | Марокко F2 | Ґрунт    | Рабіє Чакі     | Мохамед Сабер Мехді Зіяді          | 6–3, 6–2         |
| Перемога  | 7.   | 1995 | Туніс F2   | Ґрунт    | Александр Пено | Рюді Коко Жан-Ноель Інсості        | 2–6, 6–4, [10–8] |
| Перемога  | 8.   | 1987 | Нігерія F1 | Ґрунт    | Анас Фаттар    | Комлаві Логло Валентен Санон       | 6–4, 3–6, [10–3] |